# Caladenia rigida
Caladenia rigida är en orkidéart som beskrevs av Richard Sanders Rogers. Caladenia rigida ingår i släktet Caladenia och familjen orkidéer. Inga underarter finns listade i Catalogue of Life.